# 科力馬河

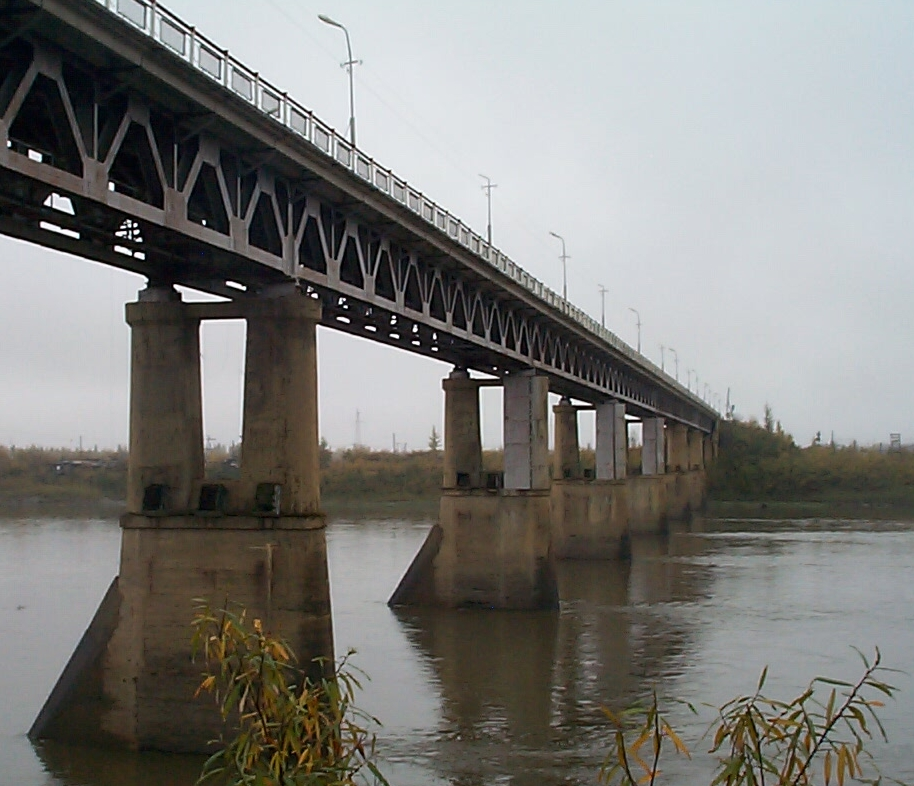
R504公路於傑賓跨越科力馬河

科力馬河（俄语：Колыма），是西伯利亞東北部的一條河流，其流域分佈於俄羅斯的薩哈共和國、楚科奇自治區及馬加丹州。該河發源於馬加丹州西部山區，向北流而注入北冰洋的東西伯利亞海，全長2,129公里，流域面積644,000平方公里。
科力馬河每年結冰期長達250天，且冰層厚達數公尺，僅在6月初至10月間沒有結冰。

## 支流

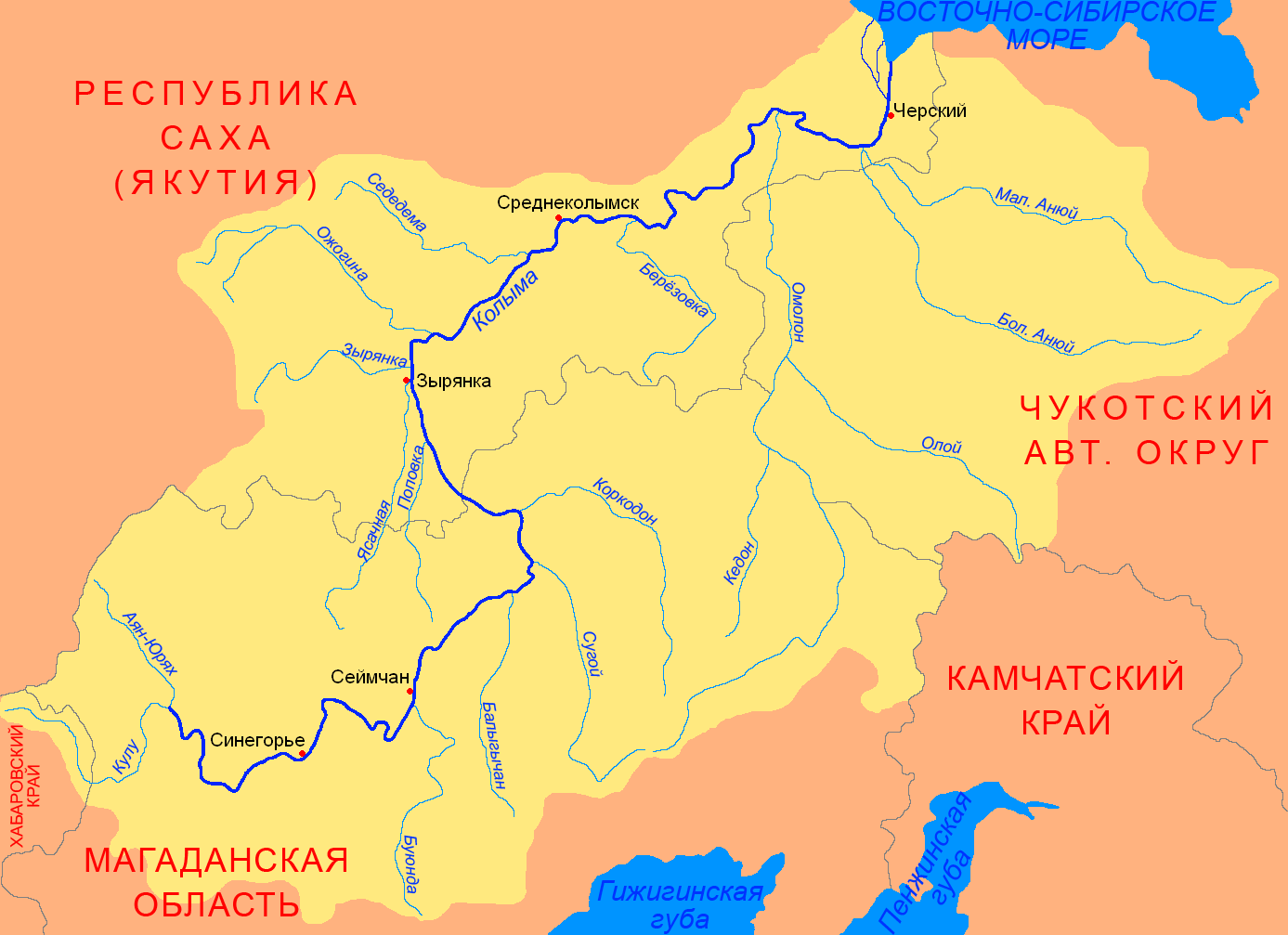
科力馬河流域

以下由河口至源頭列出水系主要支流：
- 阿努伊河（右）
  - 大阿努伊河
  - 小阿努伊河
- 奧莫隆河（右）
  - 奧洛伊河
  - 凱登河（俄语：Кедон）
  - 內庫昌河
  - 洪甘賈河
  - 因尼亞加河
  - 奧利佳亞尼河
  - 安戈河
- 別廖佐夫卡河（右）
- 安庫金卡河（左）
- 謝傑傑馬河（左）
- 奧若吉納河（左）
- 濟良卡河（左）
- 亞薩奇納亞河（左）
  - 奧穆廖夫卡河
- 波波夫卡河（左）
- 科爾科東河（右）
- 蘇戈伊河（右）
- 巴雷格昌河（右）
- 埃利根河（左）
- 布雲達河（右）
- 傑賓河（左）
- 巴哈普恰河（右）
- 大特埃拉赫河（左）
- 大哈滕河（右）
- 涅恰河（右）
- 阿揚-尤里亞赫河（左）
- 庫盧河

## 水电站

### 科雷马坝
科雷马坝位于马加丹州科雷马河上游，大坝为亚粘土心墙堆石坝，最大坝高126m，坝顶长760m。水库总库容14.6亿立方米 ，水电站装机容量90万kW（5台180MW机组）。1970年春季开始施工，1981年第一批机组运行，1994年全部机组运行。

### 乌斯季中坎水电站
乌斯季中坎水电站位于马加丹州科雷马河中游。左岸亚心墙土石坝与右岸重力式混凝土坝，最大坝高75m，坝长2420m，其中土坝长2070m。库容54亿立方米。水电站装机容量57万kW（4X142.5MW），1989年开工，1998年第一台机组投入运行，2018年竣工。

## 外部連結
- Kolyma River. 苏联大百科全书,  1969–1978 （俄文）
- Information and a map of the Kolyma's watershed （页面存档备份，存于）
- Picture of Mikhalkino Island （页面存档备份，存于）